# Riccardo Jagmetti

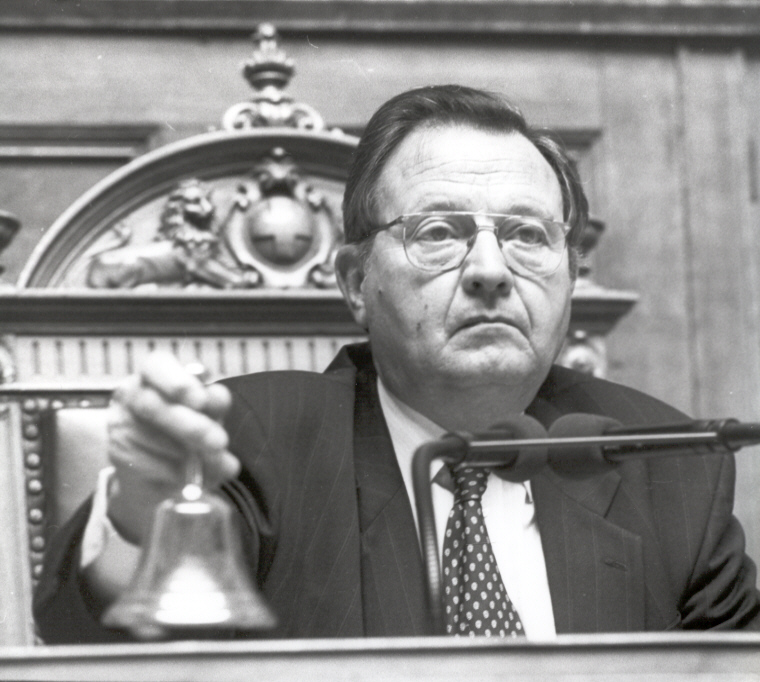
Riccardo Jagmetti als Ständeratspräsident 1994

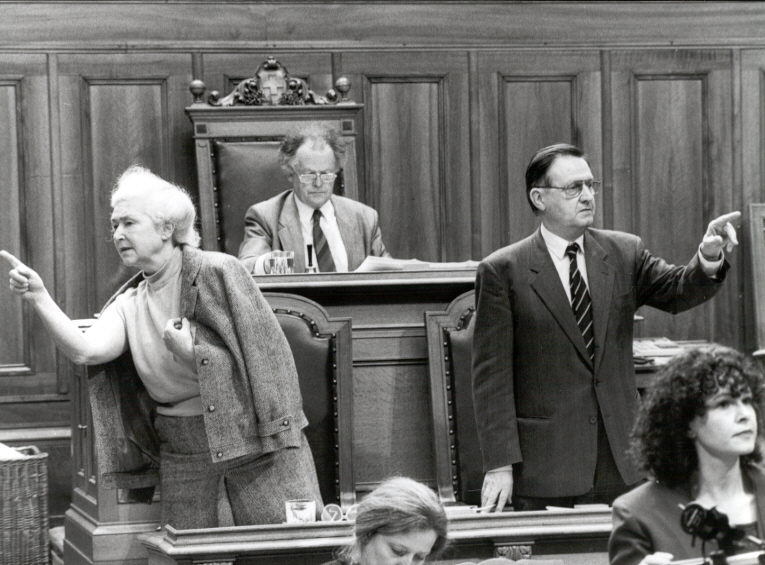
Jagmetti (rechts) als Stimmenzähler 1991

Riccardo Jagmetti (* 18. Juni 1929 in Zürich) ist ein Schweizer Jurist und Politiker.

## Ausbildung und Beruf
In der Zeit von 1948 bis 1956 absolvierte er sein Rechtsstudium in Zürich, Genf und Paris. In dieser Zeit trat er dem Schweizerischen Zofingerverein bei. 1956 erhielt er den Titel Dr. iur. an der Universität Zürich. Anschliessend arbeitete er bis 1958 als Auditor und Substitut am Bezirksgericht in Zürich und danach als Rechtsanwalt. Im Jahr 1960 wurde er Lehrbeauftragter für Rechtslehre an der ETH Zürich. Ab 1962 arbeitete er dort als Assistenzprofessor und von 1966 bis 1995 als ordentlicher Professor für Rechtswissenschaft.
Er ist der Bruder von Carlo Jagmetti.

## Politische Karriere
Für die FDP war er von 1971 bis 1983 im Zürcher Kantonsrat. Von 1983 bis 1995 war er als Vertreter des Kantons Zürich im Schweizer Ständerat. Präsident des Ständerats war er von 1993 bis 1994.